# Ejido General Leandro Valle
Ejido General Leandro Valle es una localidad del estado mexicano de Baja California. Es parte del municipio de San Quintín.

## Toponimia
El nombre de la localidad rinde homenaje a Leandro Valle, general republicano de la Guerra de Reforma.

## Demografía
| Gráfica de evolución demográfica |
|                                  |

| Censo | Población |
| ----- | --------- |
| 1990  | 1 429     |
| 2000  | 1 453     |
| 2010  | 1 174     |
| 2020  | 1 121     |